# دولینا (استان دوبریچ)
دولینا (به بلغاری: Dolina) یک منطقهٔ مسکونی در بلغارستان است که در شهرستان دوبریچکا واقع شده‌است.